# Campionati europei di sci alpinismo 2014
I Campionati europei di sci alpinismo 2014 sono stati la 7ª edizione della competizione continentale di sci alpinismo. Si sono svolti dal 14 al 16 febbraio 2014 a Font Blanca, ad Andorra. 

## Podi

### Maschili
| Evento      | Oro                 | Argento            | Bronzo             |
| Individuale | William Bon Mardion | Matteo Eydallin    | Manfred Reichegger |
| Vertical    | Robert Antonioli    | Manfred Reichegger | Damiano Lenzi      |

### Femminili
| Evento      | Oro           | Argento      | Bronzo                  |
| Individuale | Laetitia Roux | Maude Mathys | Axelle Mollaret         |
| Vertical    | Laetitia Roux | Maude Mathys | Claudia Galicia Cotrina |

## Medagliere
| Posiz. | Nazione  | Oro | Argento | Bronzo | Totale |
| ------ | -------- | --- | ------- | ------ | ------ |
| 1      | Francia  | 3   | 0       | 1      | 4      |
| 2      | Italia   | 1   | 2       | 2      | 5      |
| 3      | Svizzera | 0   | 2       | 0      | 2      |
| 4      | Spagna   | 0   | 0       | 1      | 1      |
| Totale | Totale   | 4   | 4       | 4      | 12     |